# Bernhard Kockel
Wilhelm Paul Bernhard Kockel (Leipzig, 3 de setembro de 1909 — Gießen, 27 de maio de 1987) foi um físico alemão.

## Vida
Filho de Bernhard Kockel e sua mulher Emma, neé Voigtländer. Após o Abitur em 1928 estudou matemática, física e geografia na Universidade de Leipzig. Era interessado particularmente em física teórica, e foi aluno dos físicos Werner Heisenberg e Friedrich Hund e do matemático Bartel Leendert van der Waerden.
Em 1934 foi assessor de estudos no Königin-Carola-Gymnasium em Leipzig. Como Heisenberg reconheceu suas potencialidades, contratou-o como seu assistente particular. Em dezembro de 1936 obteve um doutorado (Dr. phil.) com a tese "Über einige Mehrfachprozesse zwischen Elektronen, Positronen und Lichtquanten". Em seguida foi assistente de Richard Becker na Universidade de Göttingen, sendo depois Wissenschaftlicher Mitarbeiter no Instituto de Pesquisas da AEG em Berlim.
Como a cátedra de física teórica de Leipzig ficou órfã pela partida de Friedrich Hund para Jena, Bernhard Kockel foi recrutado em maio de 1947 como assistente científico com um posto de professor. Em 1949 obteve a habilitação com a tese "Prozesse zwischen leichten Teilchen nach der Dirac'schen Theorie" e tornou-se professor com atribuição completa de ensino para física teórica. Por causa de seu interesse pela liberdade de viajar para a Alemanha Ocidental, entrou em conflito em 1956 com a Stasi.
Depois de um convite para assumir parcialmente uma cadeira na Universidade de Giessen tornou-se 1962 professor extraordinário e em 1963 professor titular de física teórica, onde aposentou-se em 1974.

## Publicações selecionadas
- com Hans Euler: Über die Streuung von Licht an Licht nach der Diracschen Theorie. In: Naturwissenschaften. Volume 23, 1935, p. 246
- Über einige Mehrfachprozesse zwischen Elektronen, Positronen und Lichtquanten,  J. Springer, 1937 (Promotionsarbeit)
- Prozesse zwischen leichten Teilchen nach der Diracschen Theorie,  Leipzig: J. A. Barth, 1949 (Habilitationsschrift)
- Ordnungs-Unordnungs-Umwandlungen. In: Annalen der Physik. Volume 442, 1950, Caderno 1–2
- Der Grundzustand des Wasserstoffmoleküls. In: Annalen der Physik. Volume 450, 1954, Caderno 2
- Darstellungstheoretische Behandlung einfacher wellenmechanischer Probleme, Leipzig: B. G. Teubner Verlagsgesellschaft, 1955